# درباره چه می‌اندیشی؟
دربارهٔ چه می‌اندیشی؟ (به عربی: بتفَكّر في إيه؟) آلبومی از هنرمند اهل لبنان نانسی عجرم است که در سال ۲۰۰۸ میلادی منتشر شد.